# شهرستان خودمختار لاوچنگ مولائو
لاوچنگ (به لاتین: Luocheng Mulao Autonomous County) یک سکونتگاه مسکونی در جمهوری خلق چین است که در شهر هه‌چی واقع شده‌است.

## خصوصیات
لاوچنگ ۲٬۶۳۹ کیلومترمربع مساحت و ۳۶۰٬۰۰۰ نفر جمعیت دارد و ۳۳۹ متر بالاتر از سطح دریا واقع شده‌است.